# La sardana
La sardana és una pintura a l'oli sobre tela de Francesc Xavier Nogués i Casas dipositada a la Biblioteca Museu Víctor Balaguer (Vilanova i la Geltrú, el Garraf), la qual fou pintada l'any 1939.

## Context històric i artístic
Xavier Nogués va néixer a Barcelona el 1873. Treballà uns quants anys de dependent de ferreteria, però la visió directa de Goya amb motiu d'un viatge a Madrid el va fer decidir a dedicar-se exclusivament a l'art. Després de dos viatges a París (el 1901 i el 1903), en el segon dels quals hi residí durant un any, deixà el realisme negre que practicava i, entusiasmat per Cézanne i Gauguin, va evolucionar, partint d'aquests autors, cap a un sintetisme d'arrel popular, com el d'Aragay. L'obra fonamental de Nogués no és pas la pintura a l'oli sinó els gravats, els dibuixos, les caricatures, els cartells, la pintura mural i la pintura aplicada (ceràmica, vidre, etc.). La sèrie de dibuixos de l'any 1919 que va titular La Catalunya pintoresca reflecteix un món fort i de saborosa vida que correspon exactament a una societat catalana treballadora i somiadora, progressista i tradicional, alegre i moderada. Aquest esperit popular, que impregna també els murals, plens de gràcia burlesca, del celler de les Galeries Laietanes (1915), avui al MNAC, ha estat considerat per Alexandre Cirici i Pellicer com el paral·lel pictòric de l'esperit de sàtira de Guerau de Liost, el llibre del qual il·lustrà l'any 1927. Més tard, realitzà altres murals en colors delicats com els del domicili del seu amic i col·leccionista Lluís Plandiura i Pou sobre temes de cançons populars catalanes, i els del despatx del batlle a l'Ajuntament de Barcelona (1929) que porten els títols L'aventurer i el capità i El senyor Esteve, prou expressius d'una projecció idealitzada de Catalunya.

## Descripció
La pintura a l'oli no és gaire abundant en la seua producció. Caracteritzada pels matisos fins i els colors apagats, de vegades poètica, d'altres popular, sovint s'hi barreja d'una manera sorprenent la tendència de l'autor a la caricatura.